# بيدلو (بيدفوردشير)
بيدلو (بالإنجليزية: Beadlow)‏ هي قرية تقع في المملكة المتحدة في شرق انجلترا.